# 房総丘陵
房総丘陵（ぼうそうきゅうりょう）は、千葉県の房総半島中南部に広がる丘陵地帯。令制国の安房国と上総国の丘陵であり、富津岬の南の磯根岬付近から大網白里市北部を結んだ線の南東側を指す。北になるに従い標高が下がり、房総台地と呼ばれ、東金市から山武市まで続く。 

## 概要
南側の一部は南房総国定公園の公園区域をなし、観光地であることから旅行ガイドブックなどでは東京や千葉市からの方角を重視し、房総丘陵の範囲を木更津市と茂原市を結んだ線以南とすることが多い。『ブリタニカ国際大百科事典』も富津市上総湊と茂原付近を結ぶ線以南としている。
最高峰は愛宕山で、地質は主に第三紀の三浦層群・第四紀の上総層群からなるが地殻変動を受け複雑に入り組んでいる。鋸山から加茂川の地溝帯を通り鴨川市のおせんころがしの海食崖に至る線によって北部の上総丘陵と南部の安房丘陵に二分される。
上総丘陵を南北方向に並行して養老川・小櫃川・小糸川が蛇行して流れ、谷底平野を形成する。鹿野山、高宕山、清澄山などが連なり、清澄山から養老渓谷にかけてはカシ類混交林が優先し、その他の地域は広くコナラ、クリ、常緑広葉樹林と山武杉の人工林が展開する。かつての薪炭生産地には房総スカイラインや県道24号千葉鴨川線（旧・鴨川有料道路）が通じ、マザー牧場、清和県民の森、三島湖や高宕山自然動物園などが開かれ、また養老川流域には多くのゴルフ場が開発されている。
安房丘陵北の嶺岡山地では蛇紋岩が風化した地すべりが見られ、付近一帯は安房酪農の中心地をなし牛乳生産が盛んである。館山平野南部の丘陵はシイ、タブノキの暖帯林が茂り館山野鳥の森がある。

## 主な山

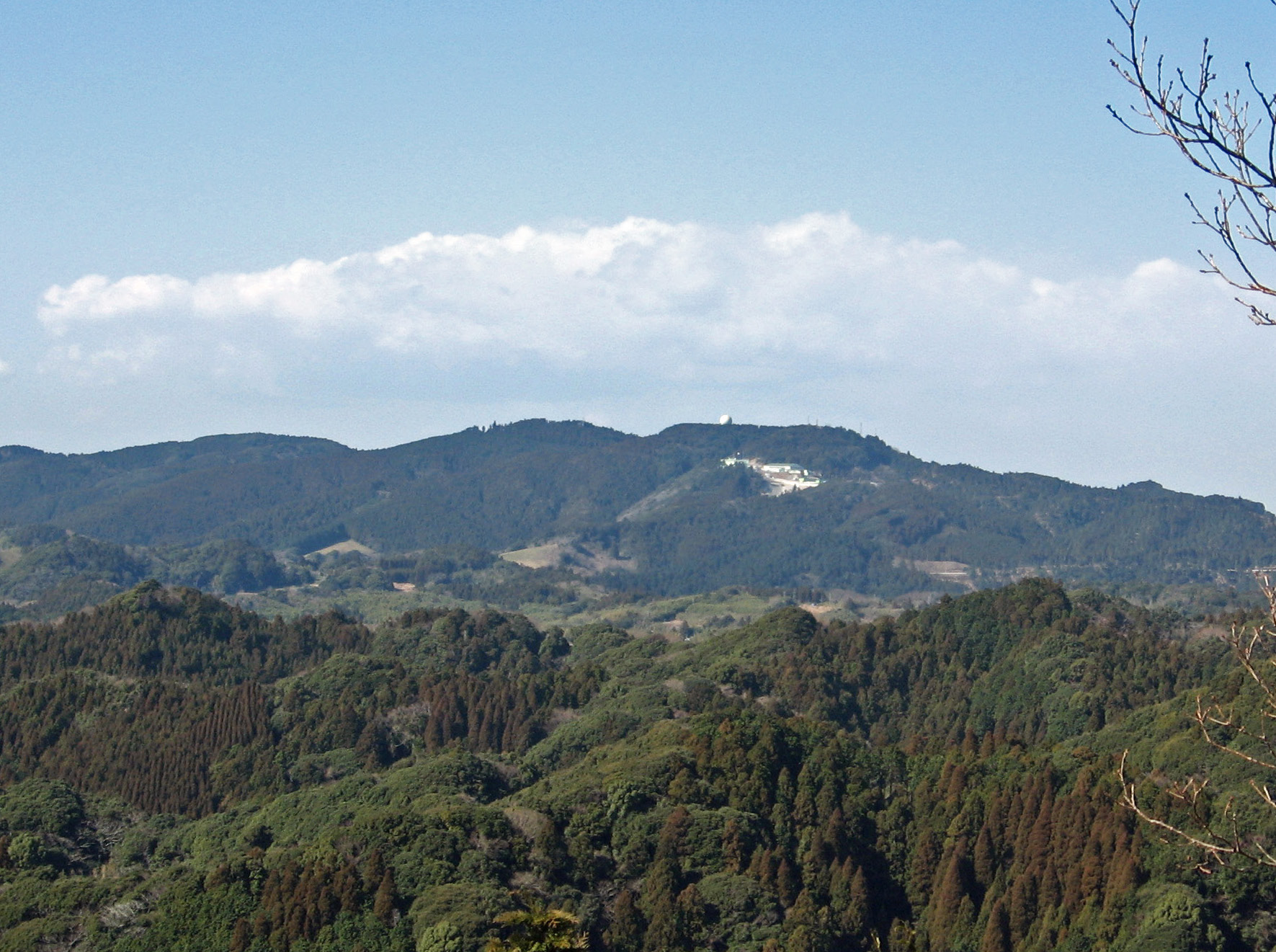
烏場山より望む嶺岡愛宕山

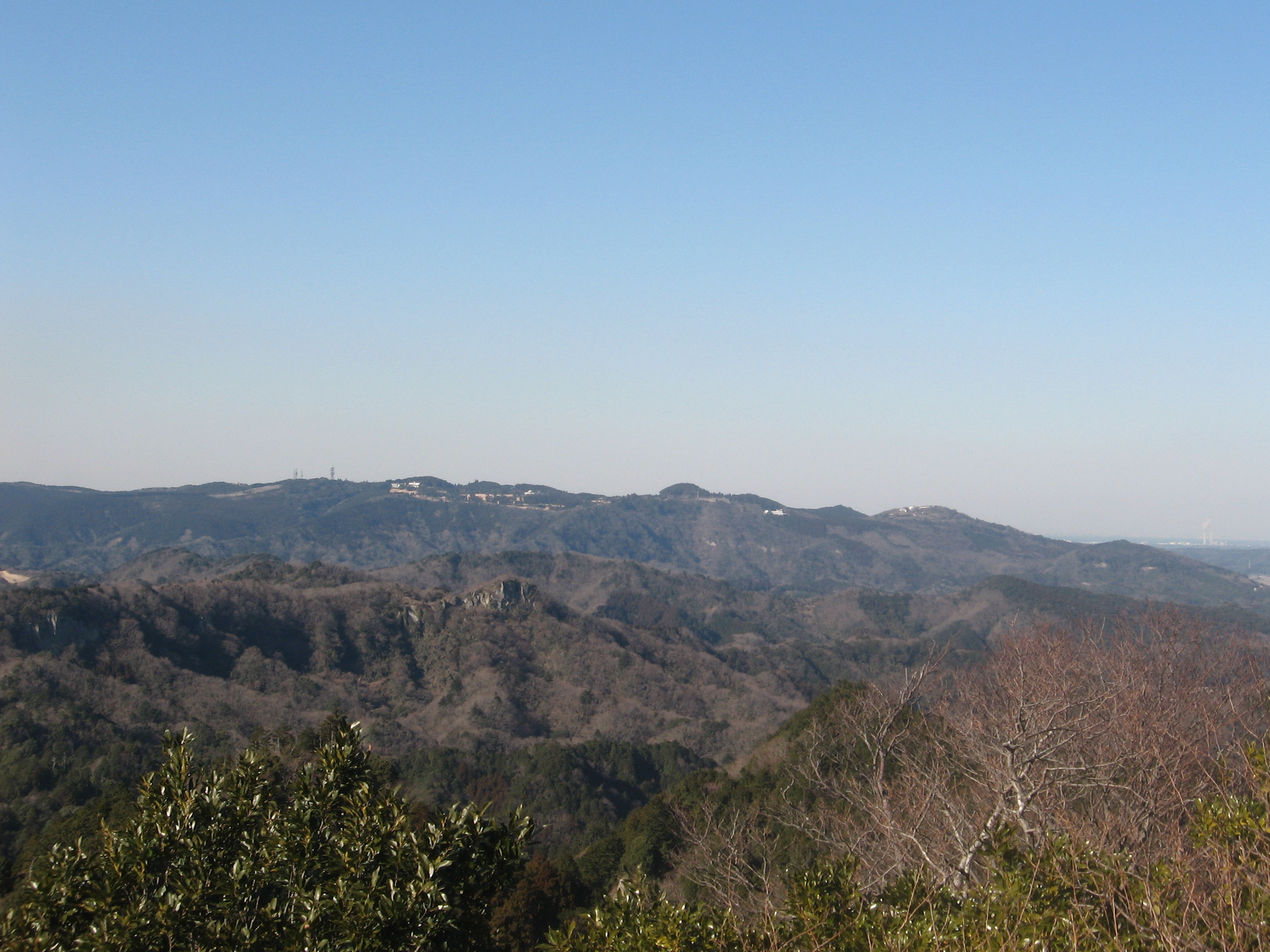
高宕山より望む鹿野山

### 安房丘陵
- 嶺岡愛宕山（南房総市）408m　- 千葉県の最高峰
- 清澄山（鴨川市）377m
- 二ッ山[4]（鴨川市）376m
- 御殿山（南房総市）363m
- 富山（南房総市）349m
- 元清澄山（鴨川市・君津市）344m
- 伊予ヶ岳（南房総市）336m
- 嶺岡浅間（鴨川市）336m
- 烏場山（南房総市・鴨川市）266m

### 上総丘陵
- 鹿野山（君津市）379m
- 石尊山[4]（君津市・夷隅郡大多喜町）347m
- 八良塚[4]（君津市）342m
- 御獄山（夷隅郡大多喜町）341m
- 高宕山（君津市・富津市）330m
- 鋸山（富津市・安房郡鋸南町）329m
- 嵯峨山（富津市・安房郡鋸南町）315m
- 大福山（市原市）292m
- 三石山（君津市）282m
- 音信山（市原市）186m
- 野見金山（長生郡長南町）179m
- 三舟山（君津市・富津市）139m

## 特徴
フォッサマグナの中にある新しい地層で、南部には「嶺岡帯」北部には「東金崖線」などの特徴ある地質帯があり、北東側の銚子市付近に見られる中生代の地層と好対照である。
- 嶺岡帯 - 愛宕山を主峰とする嶺岡山系沿いに東西に分布し、蛇紋岩、玄武岩、斑れい岩、石灰岩、チャート、閃緑岩、結晶片岩、凝灰岩などが無秩序に分布しており、現存するプレートテクトニクスでは説明できない地質構造体である[5]。
- 黒滝不整合 - 勝浦市吉尾のボラの鼻では、下位の安房層群（三浦層群とも）清澄層の整然とした砂岩泥岩互層に上位の上総層群黒滝層の雑然とした礫岩が重なっているのが観察できる。両者の境界が黒滝の不整合面で、礫岩が下位の地層を30メートル以上も削りこんでいる[6]。
- 笠森層 - 上総丘陵を構成する上総層群の最上位層で、模式地の長南町笠森の大岩の上には笠森寺の観音堂がそびえ、北東端の山武市の石塚山の岩石上には不動院長勝寺の浪切不動堂が建つ（山武市付近の地層は従来金剛地層と呼ばれていたが、笠森層と同時異相の関係がありいずれにしろ上総層群の最上位層である[7]）。
- 房総丘陵ケスタ地形 - 塊状の砂質砂岩‐泥質砂岩からなっている笠森層が透水性が悪いため下刻が進み、小櫃川や養老川上流域では急峻なケスタ地形が形成されている。またこれにより、下総層群の上に関東ローム層が堆積した侵食を受け難い地質の下総台地の方が標高が高いといういわゆる「地形の逆転」が生じている[8]。
- 東金崖線 - 九十九里平野と東京湾岸との分水界で、大網白里市にある小中池付近には、南白亀川水系の支流小中川が、村田川を河川争奪した地形が見られる。